# Droué
Droué é uma comuna francesa na região administrativa do Centro, no departamento Loir-et-Cher. Estende-se por uma área de 24,16 km². Em 2010 a comuna tinha 1 008 habitantes (densidade: 41,7 hab./km²).